# Polyblastus boiei
Polyblastus boiei är en stekelart som beskrevs av Schiodte 1839. Polyblastus boiei ingår i släktet Polyblastus och familjen brokparasitsteklar. Inga underarter finns listade i Catalogue of Life.